# Cinnamomum hatschbachii
Cinnamomum hatschbachii är en lagerväxtart som beskrevs av Vattimo. Cinnamomum hatschbachii ingår i släktet Cinnamomum och familjen lagerväxter. Inga underarter finns listade i Catalogue of Life.